# Carl Joachim Hambro (bankir)
Carl Joachim Hambro, född den 22 november 1807 i Köpenhamn, död den 17 november 1877, var en dansk bankir, son till Joseph Hambro.
Hambro grundlade 1839 en bankiraffär i London, vilken vann stort anseende, samt övertog 1849-50 och 1864 danska statslån, hade väsentlig del i anläggandet av järnvägen Roskilde-Korsör (1851-54) och understödde senare kraftigt Nordiska telegrafbolaget. År 1851 blev Hambro dansk baron. Hans ursprungligen judiska släkt är sedan länge kristen och fullkomligt engelsk.